# CUSIP
CUSIP — 9-разрядный буквенно-цифровой код, однозначно идентифицирующий североамериканские финансовые инструменты (в основном акции) для целей клиринга и завершения сделок. Распространен в США и Канаде. Коды CUSIP использует агентство Standard & Poor's.
CUSIP расшифровывается как Committee on Uniform Security Identification Procedures (Комитет по разработке процедур стандартной идентификации акций), который был основан в 1964 году. Эта организация разработала коды CUSIP в 1967. Изначально код содержал только цифры, позднее в него ввели символы для удобства. Последний, 9-й, символ — проверочный, иногда игнорируется. Например, код 459200-10-1 — CUSIP для International Business Machines Corp. (NYSE: IBM).